# Функція вибору
Функція вибору (чи селектор) для множини {\displaystyle ~\Omega } це функція {\displaystyle \ C:2^{\Omega }\to 2^{\Omega }} ({\displaystyle 2^{\Omega }} - булеан {\displaystyle \Omega }), яка кожній множині {\displaystyle X\subseteq \Omega } ставить у відповідність деяку її підмножину  {\displaystyle C(X)\subseteq X}.

## Приклад
Нехай X = { {1,4,7}, {9}, {2,7} }. Тоді функція, що призначає 7 множині {1,4,7}, 9 множині {9} і 2 множині {2,7} — це функція вибору.

## Функція вибору та аксіома вибору
Ернст Цермело ввів поняття функції вибору разом з аксіомою вибору в 1904 році в доведенні теореми про цілком впорядковану множину. Як було вказано ним, деякі множини можуть мати функцію вибору і без застосування аксіоми вибору:
- Для скінченного сімейства множин.
- Якщо кожна множина сімейства є цілком упорядкованою.
- Коли об'єднання всіх множин сімейства є цілком упорядковуваним.

## Способи задання
Вибір зручно здійснювати порівнюючи дві альтернативи, тобто задавати на {\displaystyle \Omega } деяке бінарне відношення {\displaystyle R}. Тоді, функцію вибору за цим бінарним відношенням можна задати двома способами:
- Блокування {\displaystyle C^{R}(X)=\{x\in X|\;\forall y\in X\quad y{\overline {R}}x\}} - множина мажорант на множині X. ({\displaystyle {\overline {R}}} - доповнення до відношення).
- Перевага {\displaystyle C_{R}(X)=\{x\in X|\;\forall y\in X\quad xRy\}} - множина максимумів на множині X.

Теорема: функції вибору {\displaystyle C^{R}} і {\displaystyle C_{R}} зв'язані співвідношеннями {\displaystyle C^{R}=C_{R^{d}},C_{R}=C^{R^{d}}}, де {\displaystyle R^{d}} - двоїсте відношення до R.
Покриваюче сімейство для множини X - це {\displaystyle \{X_{i}\},i\in J:X\subseteq \bigcup _{i\in J}X_{i}}. 
Функція вибору є нормальною, тоді і лише тоді, коли для будь-якої множини {\displaystyle X\subseteq \Omega }, і для будь-якого покриваючого її сімейства {\displaystyle \{X_{i}\}_{i\in J}} виконується:
{\displaystyle X\setminus C(X)\subseteq X\setminus \bigcup _{i\in J}C(X_{i})}
Тобто, якщо функція нормальна, то кожен об'єкт з X, що не є обраним у X, не є обраним хоча б у одній множині з покриваючого сімейства.